# Artère submentonnière
L'artère submentonnière (ou artère sous-mentale ou artère sous-mentonnière ou artère submentale) est une artère systémique paire du cou. Elle vascularise la région sous-mentonnière, le menton et la glande submandibulaire. 

## Origine
L'artère submentonnière est la branche cervicale la plus volumineuse de l'artère faciale. Elle nait juste après le passage de l'artère faciale dans la glande submandibulaire. Elle donne quelques rameaux contribuant à la vascularisation de cette dernière.

## Trajet
L'artère submentonnière se dirige vers l'avant sur la face interne du corps de la mandibule. Elle passe sur la face supérieure du muscle mylo-hyoïdien et sous le ventre antérieur du muscle digastrique. Durant son trajet, elle vascularise les muscles mylo-hyoïdien et digastrique ainsi que la peau de la région sous-mentonnière.
Au niveau de la symphyse de la mandibule, elle tourne vers le haut sur le bord de la mandibule.

## Terminaison
Lorsque l'artère submentonnière  remonte vers le haut au-dessus du bord de la mandibule, elle se divise en une branche superficielle et une branche profonde.
- La branche superficielle passe entre le tégument et le muscle abaisseur de la lèvre inférieure inférieures, et s'anastomose avec l'artère labiale inférieure.
- La branche profonde s'étend entre le muscle et l'os, irrigue la lèvre inférieure et s'anastomose avec l'artère labiale inférieure et la branche mentonnière de l'artère alvéolaire inférieure.

## Galerie

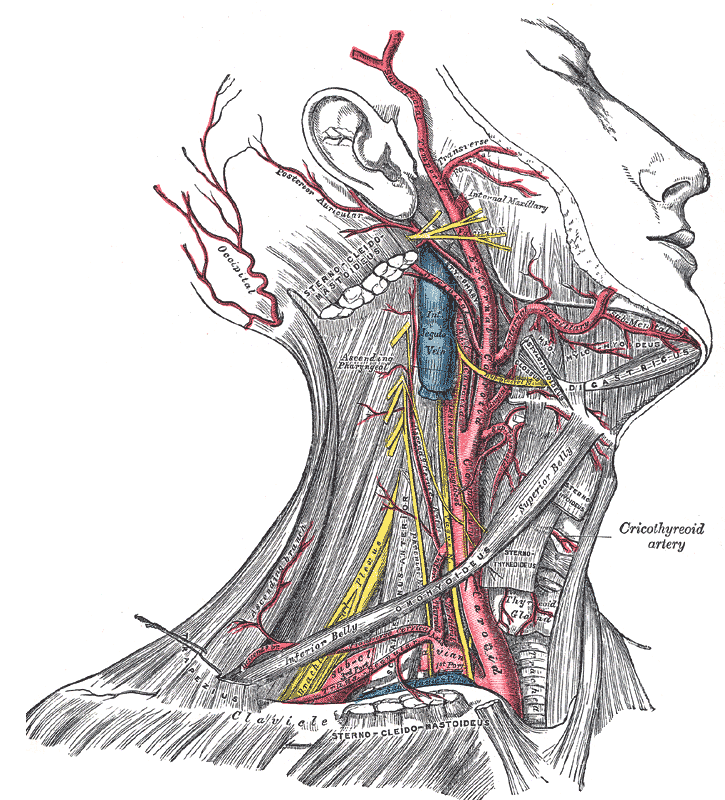
Dissection superficielle du côté droit du cou, montrant les artères carotide et sous-clavière.
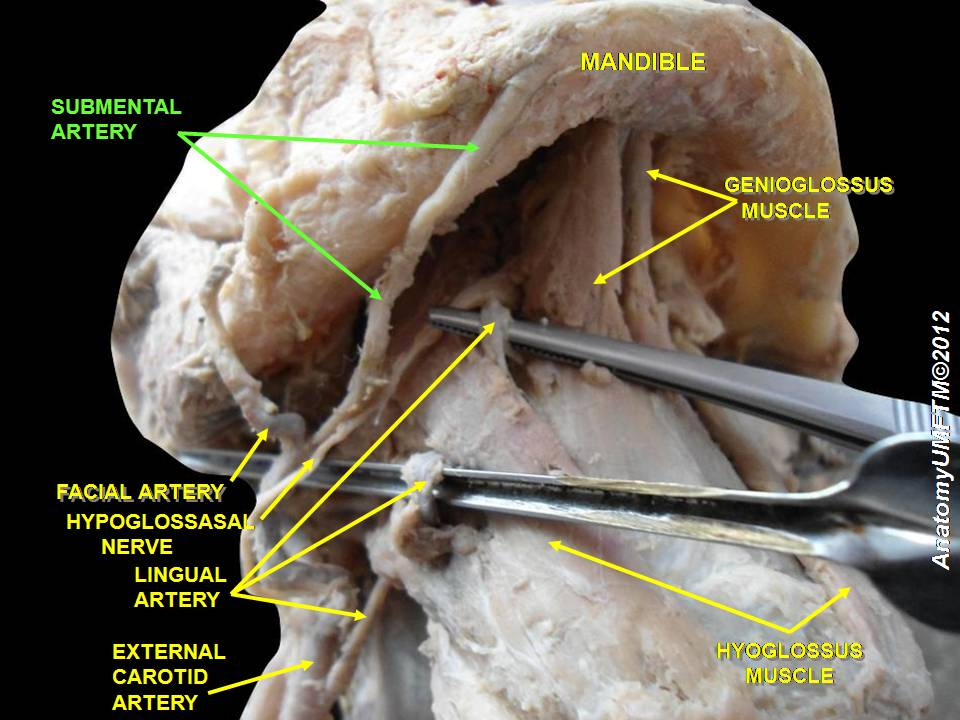
Artère submentonnière
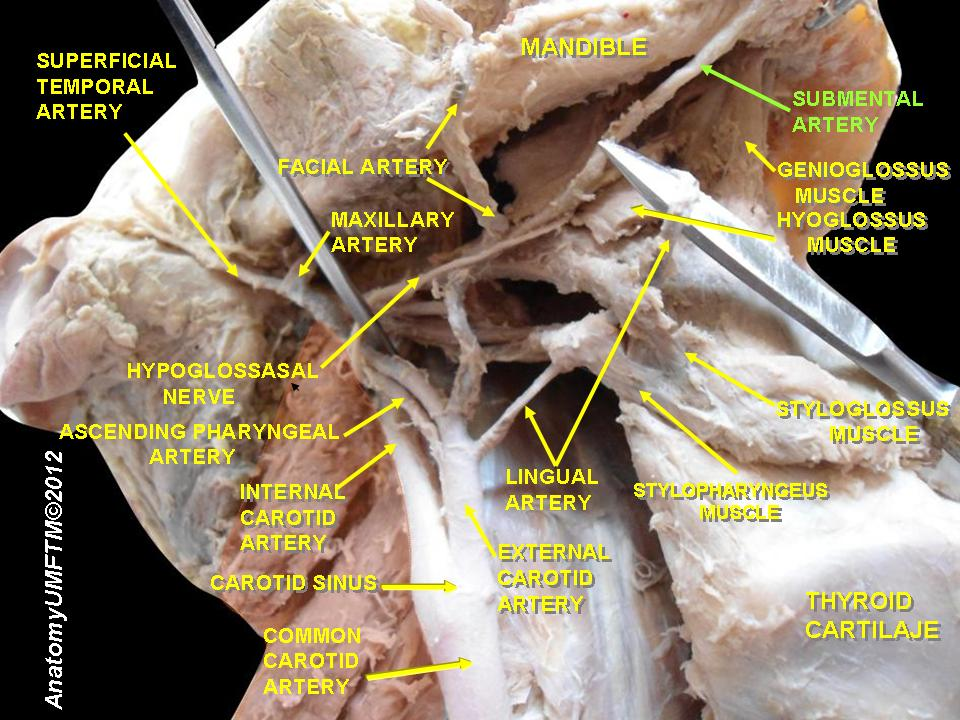
Artère submentonnière